# Aglaia amplexicaulis
Aglaia amplexicaulis é uma espécie de planta na família Meliaceae. É endêmica das Ilhas Fiji.